# Under Siege (trò chơi điện tử 2005)
Under Siege (tiếng Ả Rập: Taht-al-hissar تحت الحصار) là phần tiếp theo của tựa game Under Ash do Radwan Kasmiya thiết kế. Giống như Under Ash, đây là trò chơi thuộc thể loại bắn súng góc nhìn người thứ nhất, với tùy chọn chơi game dưới dạng bắn súng góc nhìn người thứ ba. Trò chơi tập trung vào đời sống của một gia đình Palestine từ năm 1999 đến năm 2002 trong Intifada lần thứ hai. Người chơi bắn vào những người lính thuộc Lực lượng Phòng vệ Israel trong hầu hết thời gian trong game. Nếu lỡ tay bắn trúng dân thường hoặc làm họ bị thương sẽ kết thúc trò chơi.

## Cốt truyện
Game bắt đầu trong vụ thảm sát Hang động Thượng phụ năm 1994. Người chơi vào vai Ahmed với mục tiêu vô hiệu hóa kẻ bắn súng Baruch Goldstein, và sau đó chiến đấu với binh lính Israel. Kế đến, người chơi sẽ vào vai một cậu bé 13 tuổi tên là Mann. Mann đánh cắp một lá cờ từ phía sau chiếc xe tăng Merkava và bị đội lính tăng tức giận sát hại.
Một năm sau, em gái của Ahmed tên Mariam đến thăm chồng mình là Khaled trong tù. Cô ấy bị sốc khi nhìn thấy dấu vết trên cánh tay của chồng mình. Từ đó, cô ấy suy luận rằng lính canh đã dụ Khaled dùng ma túy hòng tra tấn anh ta. Để giải thoát cho chồng mình, Mariam và Ahmed bèn ra tay bắt cóc một vị tướng Israel. Sau khi đưa vị tướng đến một tòa nhà bỏ hoang, cả hai vợ chồng liền bị quân đội Israel tấn công và bắt giam. Sau đó, người chơi sẽ vào vai Khaled bị buộc phải trở thành gián điệp cho Israel để thoát khỏi việc bị tra tấn trong tù. Nhằm giải cứu Miriam và Ahmed, anh ta đã thẩm vấn người liên lạc Shin Bet của mình để tìm ra nơi họ đang bị giam giữ, rồi Khaled mới thâm nhập vào trụ sở của Shin Bet và giải thoát cho Ahmed và Miriam. Tiếp theo, câu chuyện chuyển sang trận Jenin là nơi mà Ahmed và Khaled đang lãnh đạo cuộc kháng chiến chống lại đợt tấn công của Lực lượng Phòng vệ Israel vào trại tị nạn.
Sau khi quân đội Israel phá vỡ vòng vây, Khaled bị hành quyết trước mặt Miriam và con trai mình. Miriam nhận một quả lựu đạn từ tay lính và rút chốt tự sát. Trên nóc tòa nhà, Ahmed nhìn chằm chằm vào viên đạn cuối cùng của mình trước khi bước sang thế giới bên kia.